# Schloss Montfort

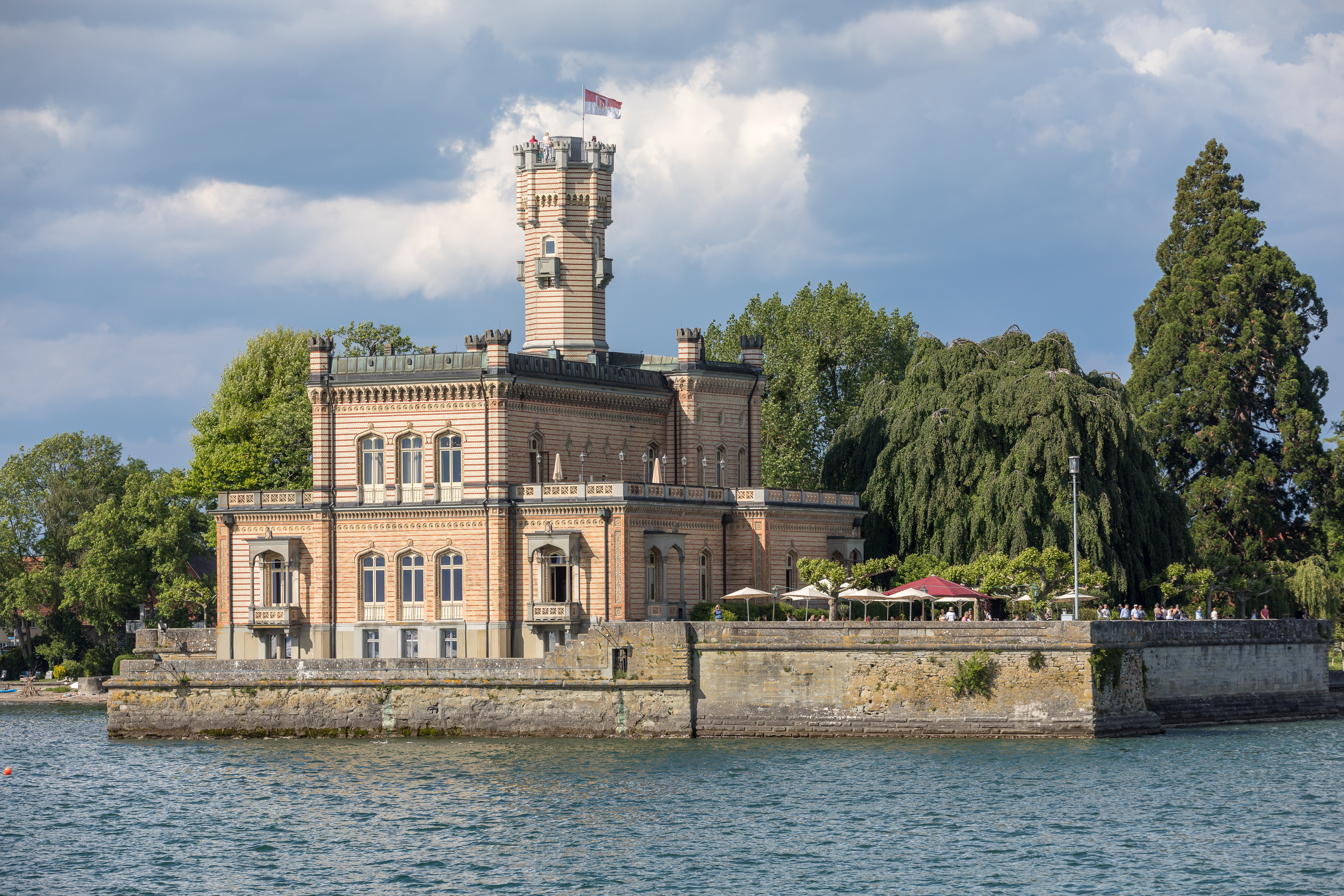
Schloss Montfort am Bodensee (2018)

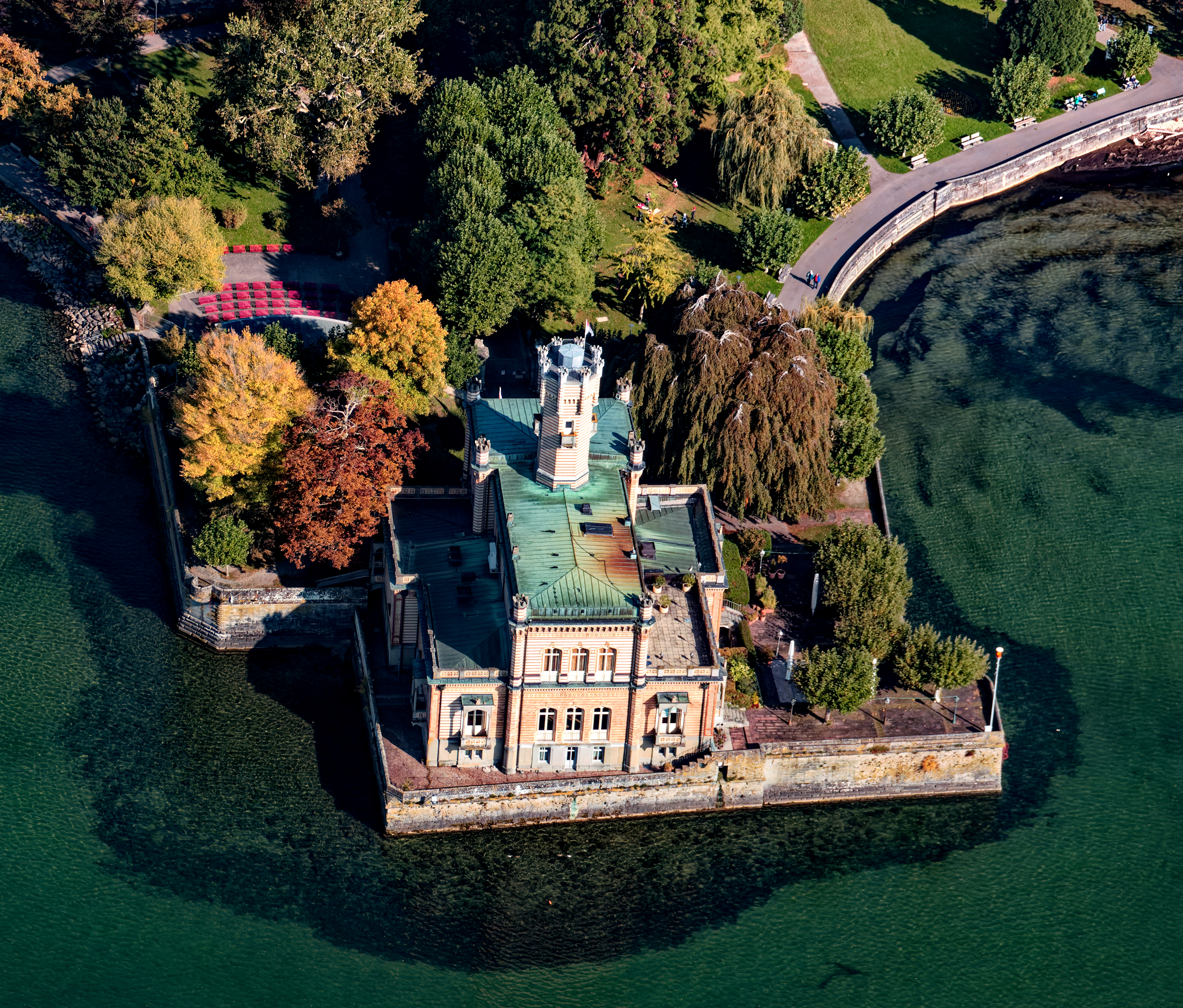
Schloss Montfort aus dem Zeppelin gesehen (2020)

Das Schloss Montfort am Bodensee ist das Wahrzeichen der Gemeinde Langenargen. Einst unter dem Namen Villa Argena geplant, sollte es König Wilhelm I. von Württemberg als Lustschloss dienen. Es entstand auf einer Landzunge am Platz der Ruine der Burg Argen. Heute befinden sich in ihm eine Diskothek und ein Gastronomiebetrieb, Sommerkonzerte finden im Saal des oberen Stockwerks statt.

## Geschichte

### Anfänge bis zum 20. Jahrhundert

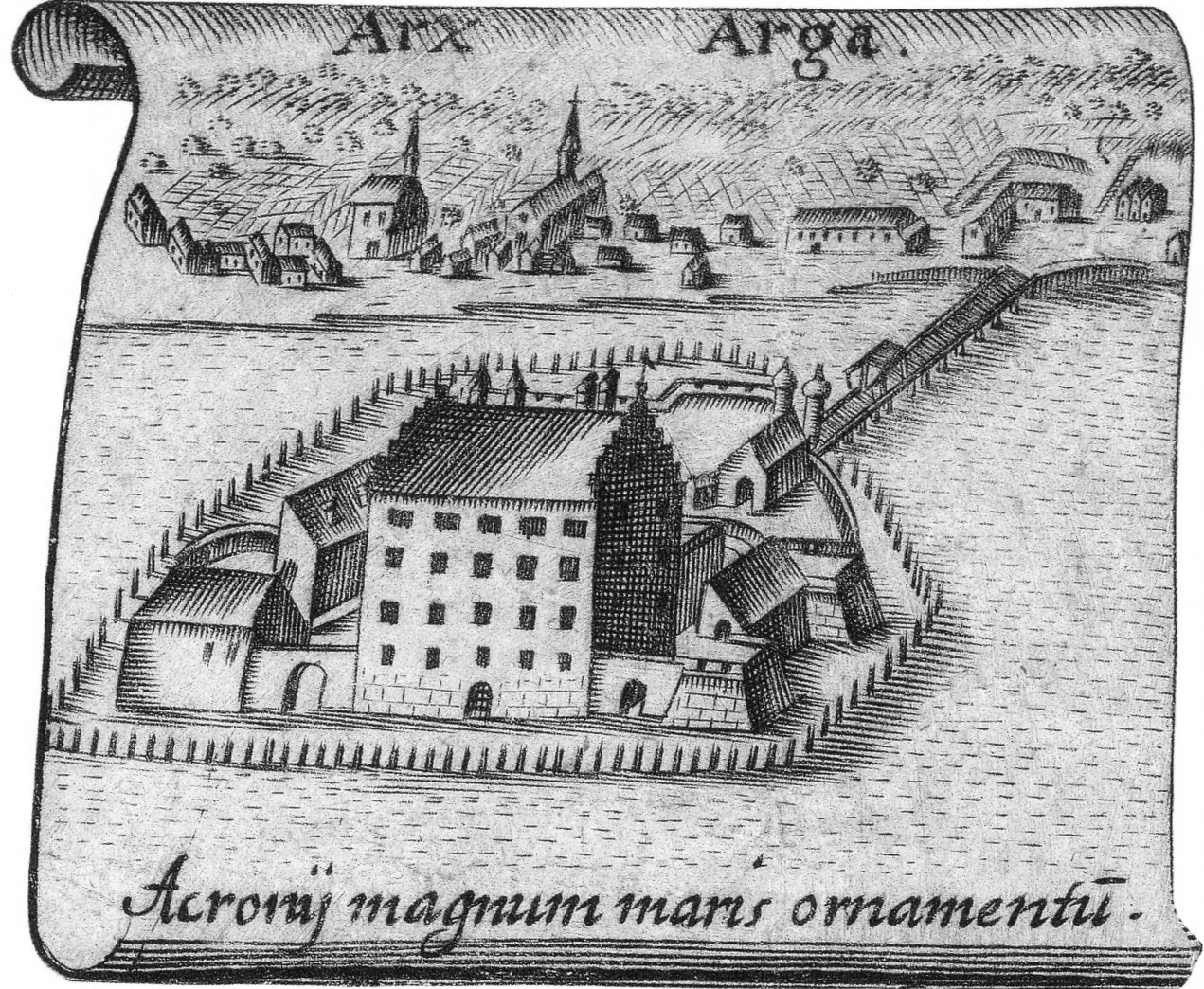
Schloss Argen, der Vorgängerbau des heutigen Schlosses, auf einer Darstellung von 1675

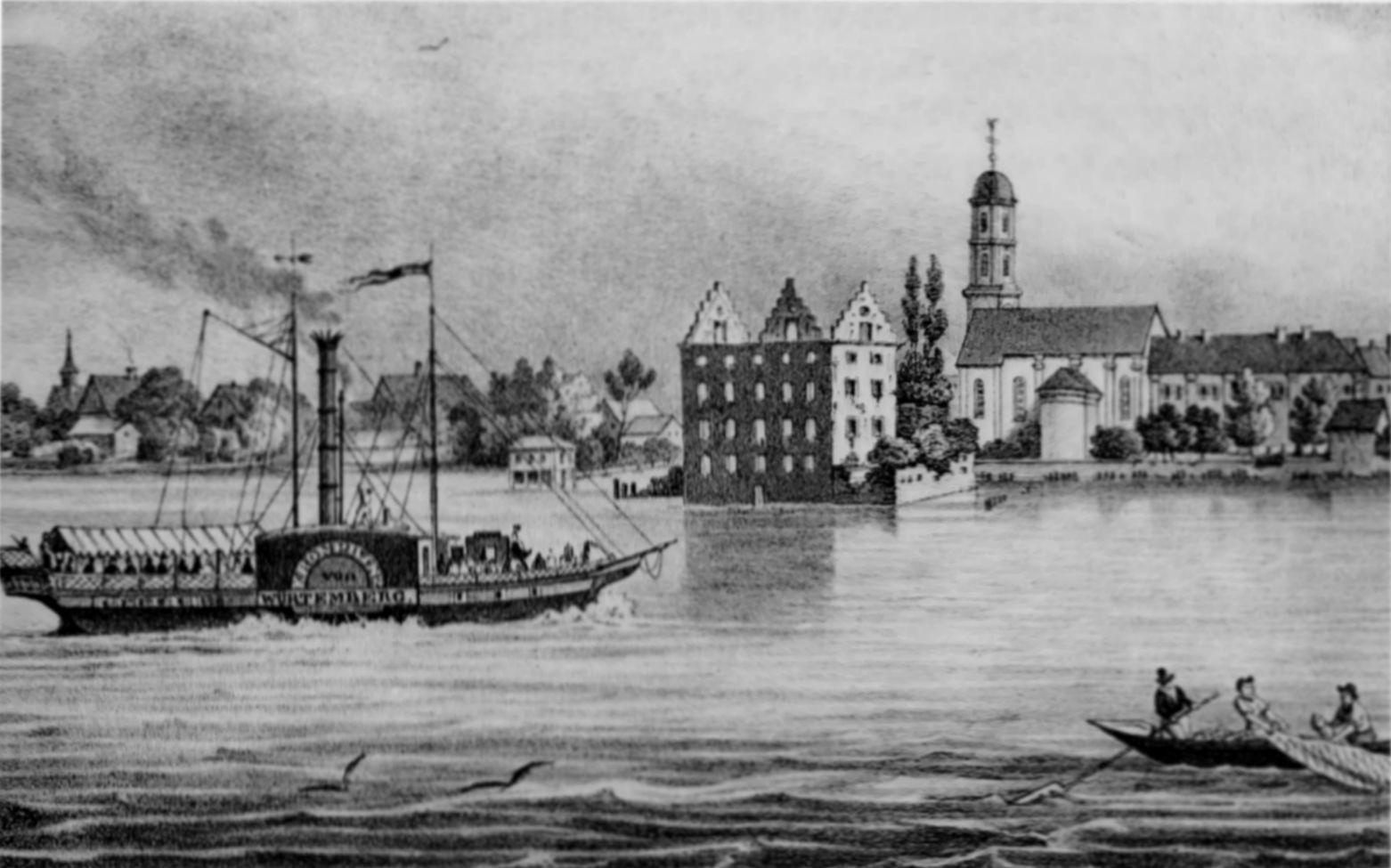
Das Dampfschiff Kronprinz von Württemberg vor der Ruine des alten Schlosses (um 1850)

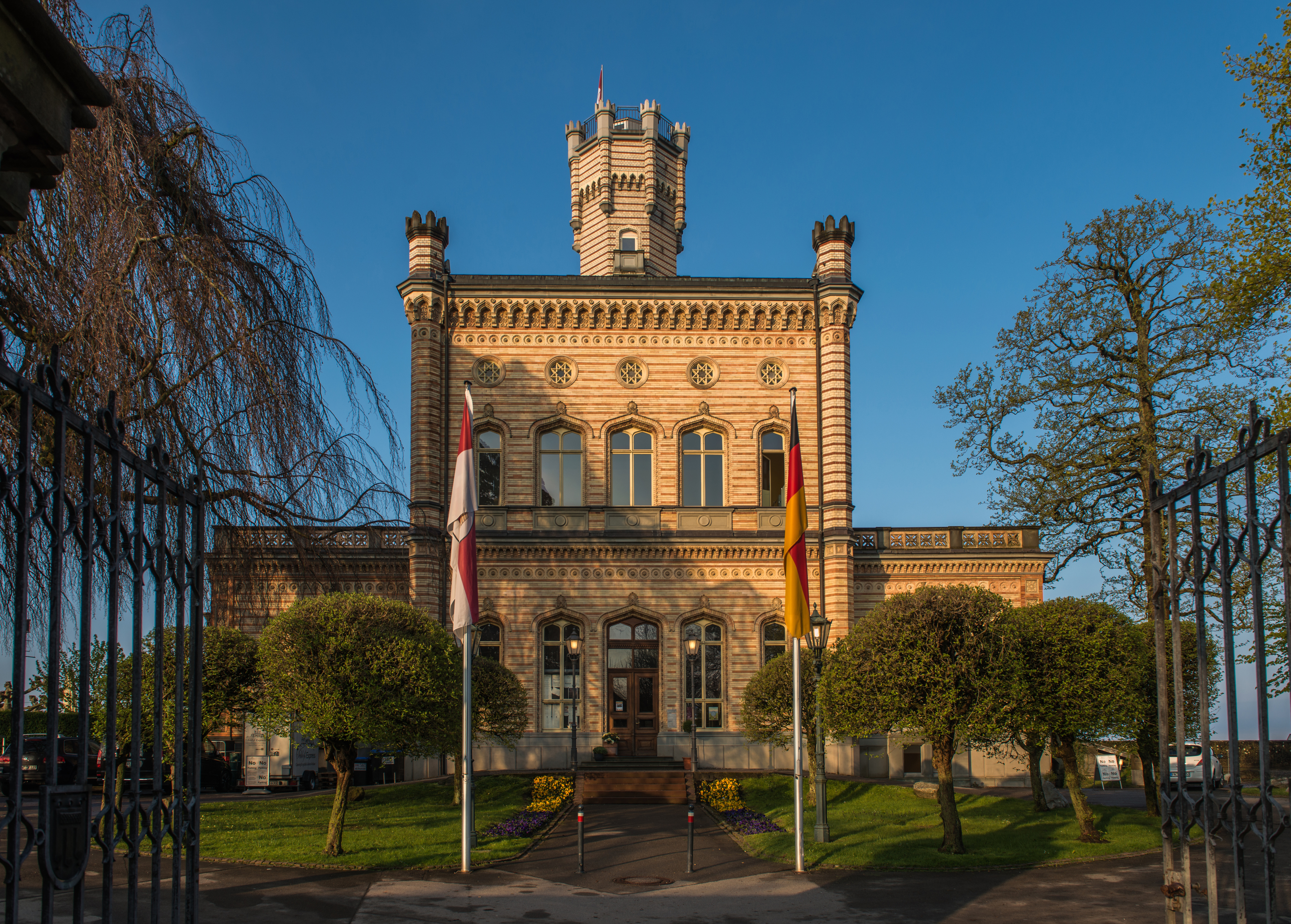
Landseitige Ansicht des in den 1860er Jahren im maurischen Stil erbauten Schlossneubaus

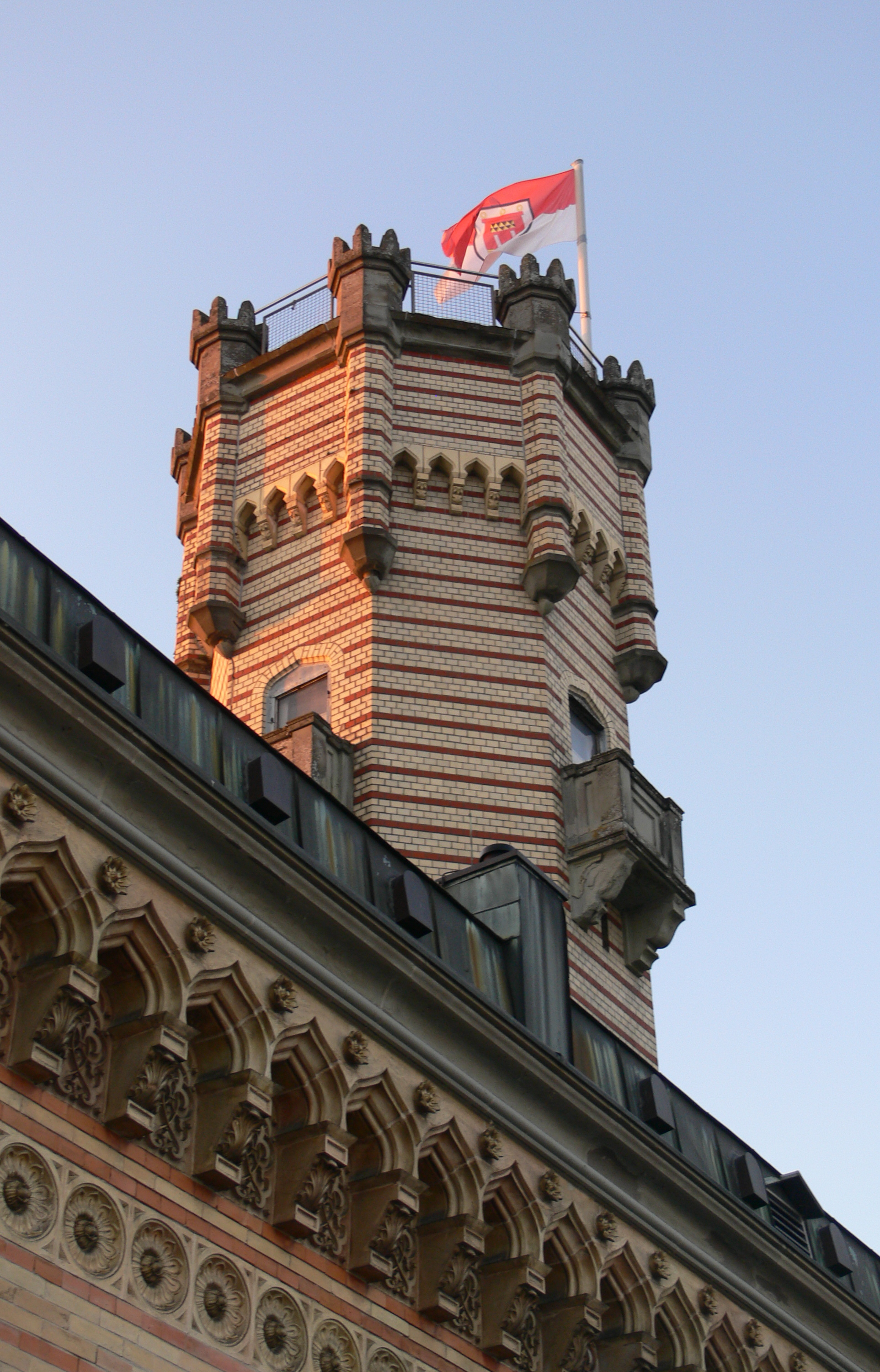
Blick auf den Schlossturm

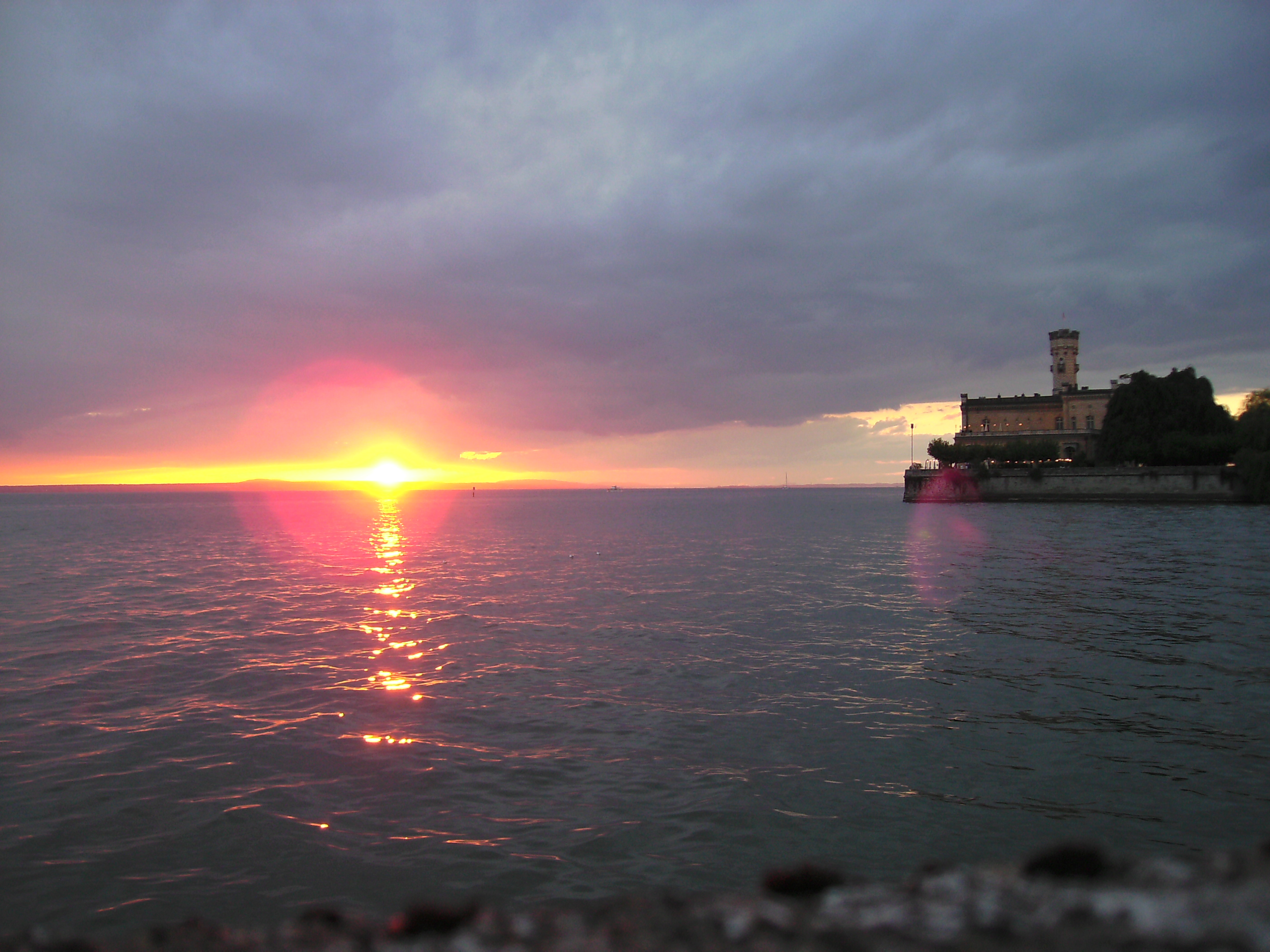
Schloss Montfort bei Sonnenuntergang

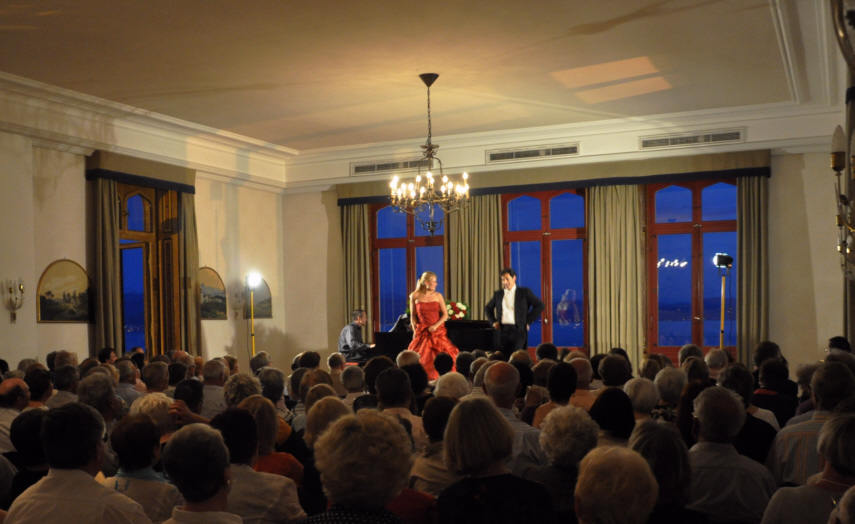
Konzert im Saal von Schloss Montfort

Auf einer nahezu quadratischen Felsinsel im Bodensee ließen im 14. Jahrhundert die Grafen von Montfort die „Veste Burg Argen“ (Wasserburg Argen) erbauen.
Die Stadt und die Burg der Montforts wurden im Dreißigjährigen Krieg stark zerstört, jedoch später wieder aufgebaut. Die Burg wurde in der Folgezeit zunächst zu einem Schloss ausgebaut (spätes 17. Jahrhundert), um 1800 als Gefängnis genutzt und 1810 zum Abbruch freigegeben.
Im Jahr 1858 kaufte Wilhelm I. von Württemberg für 3.000 Gulden die Ruine der alten Burg Argen und ließ die Mauern 1861 abbrechen.
Der Plan des Ravensburger Oberamtsbaurates Gottlieb Pfeilsticker sah vor, eine Villa im Maurischen Stil nach dem Vorbild der Villa Avigdor in Nizza zu errichten. Das Vorhaben wurde aber aufgrund des gesundheitlichen Zustands des Königs nur langsam verwirklicht.
Nach Wilhelms Tod im Jahr 1864 übernahm König Karl von Württemberg den Thron. Er gab der Villa auch den noch heute gebräuchlichen Namen Schloss Montfort.
Im Jahr 1867 war das Schloss samt Offizienhaus fertig. Insgesamt wurden für den Bau 261.000 Gulden ausgeben, wovon allein 30.000 Gulden auf die Möblierung entfielen und 5.800 Gulden für Kronleuchter ausgegeben wurden.
Bereits 1864 bot Karl seiner Mutter Pauline an, das Schloss als Witwensitz in den Sommermonaten zu nutzen. Dies wurde 1867 durch eine Vereinbarung zwischen dem königlichen Obersthofmeisteramt und dem Hofmarschallamt der Königsmutter detailliert geregelt.
Schon 1868 verzichtete Pauline aber auf die Nutzung, worauf sich König Karl entschloss, das Gebäude zu verkaufen.
Eine Käuferin fand sich 1873 in Prinzessin Luise von Preußen (1829–1901). Sie erwarb das Schloss inklusive aller zugehörigen Immobilien und Mobilien zum Preis von 130.000 Gulden. Prinzessin Luise nutzte das Schloss bis zu ihrem Tod im Jahr 1901 vor allem im Sommer als Wohnsitz.

### Seit dem 20. Jahrhundert
Im Jahr 1902 verkaufte der Erbe Prinz Friedrich Karl von Hessen das Schloss dem Geheimrat Wilhelm Oliver von Leube (Professor der Medizinischen Klinik der Universität Würzburg; 1842–1922). Damit wurde das Schloss zu einem bürgerlichen Anwesen umfunktioniert.
1940 wurde das Schloss von der Deutschen Reichsbahn gekauft, die daraus ein Erholungsheim für ihre Beamten machen wollte. Aufgrund der Kriegsverhältnisse konnten diese Pläne nicht verwirklicht werden, sodass das Schloss in den Besitz des Vereins Gemeinschaft für Volkstum Langenargen e. V. überging. Der Kaufpreis betrug damals 225.000 Reichsmark, es wurde anschließend zu einem Kurhaus umgebaut.
1961 wurde das Schloss der Gemeinde Langenargen übertragen, in deren Besitz es sich bis heute befindet. Es kam zu weiteren Umbau- und Erhaltungsmaßnahmen, die bis heute andauern.

## Nutzung
In den Räumen des Schlosses finden sich Gemälde aus dem 16. bis 18. Jahrhundert. Diese aus 35 Gemälden von Waldemar Grzimek bestehende Sammlung ist im Besitz der Gemeinde Langenargen und wird seit dem Jahr 2000 restauriert.
Im Kellergeschoss befindet sich eine Diskothek, im Erdgeschoss ein Restaurant und im Obergeschoss ein Konzertsaal.

## Umgebung
Im Garten des Schlosses befindet sich eine Konzertmuschel, die im Sommer zu Promenadenkonzerten genutzt wird. Am Rand des Schlossparks steht das Kavalierhaus, das 1866 als Ergänzung des Ensembles gebaut wurde. Des Weiteren finden sich in der Nähe die Barock-Kirche St. Martin sowie die Uferpromenade.